# Bonistallo

Vista di Poggio a Caiano da Bonistallo

Risiede in costa sopra una propagine settentrionale del monte Albano, ossia del Barco Regio sulla destra dell’Ombrone e della strada Regia che viene da Pistoja, a cavaliere del Poggio a Cajano, nella di cui parrocchia il Borgo e la Villa Regia sono compresi. – Il nome di Bonistallo sembra suggerito dalla posizione vantaggiosa di questa località, che offre la vista di tutta la pianura fra Pistoja e Firenze e di una corona di poggi e popolatissime colline che la circondano dal lato di settentrione di levante e di libeccio.»
(Dizionario Geografico Fisico Storico della Toscana, Emanuele Repetti, 1841)
Bonistallo è una frazione del comune di Poggio a Caiano.

## Monumenti e luoghi d'interesse
- Chiesa di San Francesco a Bonistallo datata nell'XI secolo.
- Chiesa di Santa Maria Assunta a Bonistallo

Di fronte alla chiesa c'è un punto panoramico, dal quale, in giornate particolarmente favorevoli, è possibile vedere il Duomo di Firenze.